# Софија Слуцка
Софија Слуцка, Софија Јурјевна Олелкович-Радзивилкова (1. мај 1586 — 9. март 1612) — принцеза Слуцка и Копиљскаа, супруга литванског принца Јануша Радзивила, последњег представника кнежевине Олелковских.
Светитељ Руске православне Цркве, канонизована у лику праведника. Помиње се 4 (17) јун (Белорусија), 19. март (1. април), 3. недеља по Духовима (Сабор белоруских светитеља).

## Биографија
Последња из лозе кнезова Слуцка и Копиља, потомака великог кнеза Алгерда (преко лозе кијевских кнезова Олелковича), власника Слуцке кнежевине. Рођена је 1 (11) маја 1586. Била је једина ћерка слуцког кнеза Јурија Јурјевича из брака са Варваром Кишком.
Јуриј Јуријевич Олелкович-Слуцки је преминуо 6. маја 1886. тако да је остала сироче када је имала пет дана. Ова тужна чињеница је у доброј сагласности са мишљењем да је принц Јуриј именовао два старатеља за своју новорођену ћерку, али, очигледно, док је био на самрти, није имао времена да своју одлуку консолидује одговарајућим документом, који га је у будућности учинио могуће да Ходкевичи добију право на старатељство над сирочетом. Мајка принцезе Софије Варвара Олелко, поставши удовица, удала се за гомелског поглавара Адама Сапегу  према изворима умрла је 1594. Оставши без родитеља, Софија је постала богата наследница: добила је трећину породичног богатства. Током само неколико година умрли су и Софијини ујаци, Александар и Јан-Симеон. Нису имали деце, а сва остала имовина породице Олелкович прешла је на девојчицу.
Према тестаменту свог деде, Софија је постала и принцеза Копилска. Постала је најбогатија невеста у Пољско-литванској заједници. Над њом су старатељство преузели Ходкевичови, рођаци по женској страни. Своје детињство кнегиња је провела у Берестју и Вилни: о девојчици се најпре бринуо жежајски старешина Јуриј Ходкевич, који ју је одвео у Вилну, затим вилњуски каштелан, брестски старешина Јероним Ходкевич.

## Живот старатељства и брак
18. (28.) октобра 1594. године, старатељ принцезе Јуриј Ходкијевич, који је био у финансијским дуговима Радзивилима, пристао је да Софију, једину наследницу богатства, да за удају за Јануша Радзивила, кнеза Бирзаја. лозе (син виленског војводе, кнеза Кшиштофа Миколаја Радзивила.
Венчање је одржано 1. (11.) октобра 1600. године у једној од катедрала у Бресту. Овај догађај се поклопио са прославом у част Покрова Богородице. Као побожна и законољубива супруга, кнегиња Софија све своје земље и богатства у новогрудочком двору уписује на свог мужа (после смрти).

## Религија
Сви представници породице Олелкович, којој је Софија припадала, били су привржени православљу. Из бројних докумената 15-16. века јасно је да су слуцки кнезови били активни градитељи православних цркава и њихови великодушни ктитори. Према посветном запису Регине Хорватове, Черниговске подстолине, из 1748. године у Слуцку је било 14 цркава и капела које су основали Олелковичи: Саборна црква Свете Тројице, Црква Преображења, Успење (замак), Рођење Христово, Васкрсење Христово, мученица. Ђорђе, Св. Николај, мученик Варваре, Архангела Михаила, пророка Илије, Јована Крститеља, равноапостолног Константина и Јелене, првомученика Стефана и Симеона Богопримца.
Очување православне вере у породици Олелкович било је важно и за наслеђе. Познато је да је Софијин деда Јуриј II завештао имања својој деци 1578. године, уз очување православне вере. исповести. Његова два најмлађа сина, Јан Симеон и Александар, прешли су у католичанство почетком 1580-их. Најстарији син Јуриј III, касније отац свете Софије, знао је за католичанство своје браће, але је остао православан и имао је све разлоге да жели да и његова ћерка буде православна, задржавајући ставове о целокупном наслеђу Олелковича.
После смрти Јурија III, Софија је пребачена на старање Јурија Ходкевича, поглавара Жмудског, који је био са њом у сродству (био је рођак Јурија III Олелковича, Софијиног оца). Јуриј Ходкевич, Софијин први старатељ, прешао је из православља у католичанство, али је остао великодушан оснивач православних цркава. Као најстарији син, након смрти његовог оца (1569), живела је његова мајка - Софија Јурјевна Олелко, која је била православна. Тако су православне традиције сачуване у кући Јурија Кходкевича. Поред тога, приликом регистрације старатељства била је позната воља оца принцезе Софије, који је писмено изразио жељу да своју ћерку васпита у православљу. Као дете, принцезу су често водили у Слуцк, где се нашла у православном свету: буквално на свакој улици видела је православне цркве које су подигли њени преци.
Јуриј Ходкевич је умро 1595. године, старатељство је прешло на његовог брата Јеронима. До тада је породица Ходкиевич дуговала значајну своту новца Радзивилима. Процењујући садашњу ситуацију, Ходкјевићи су одлучили да принцезу Софију удају за Јануша Радзивила, сина кнеза Криштофа Радзивила, успевши да склопе брачни уговор и пре смрти Јурија Ходкјевића уз једини услов: Софија мора да буде удата за Јануша након пунолетства, дакле, нема непремостивих Странке нису виделе никакве препреке за брак (иако се већ тада знало да је Јануш калвиниста). После извесног времена почеле су несугласице између Хходкијевича и Радзивила око плаћања дуга и борбе за Копиш. Питање брака између Софије и Јануша постало је оружје уцене у рукама породице Ходкиевич.
После закључења Брестовске уније 1596. године, у Речији Пољско-Литванској проглашено је јединство вероисповести, када су православни званично проглашени католицима према заклетви свог највишег свештенства папи. У 16. веку, „католичка” вера је била супротстављена новонасталој вери „евангелиста” (протестанта): реч „католикус” није била неопходна индикација католичке вере. И православни су своју веру сматрали „католичком” (уп. „Дуги хришћански катихизис Православне католичке источне цркве” митрополита Филарета Дроздова), односно екуменском, васељенском, исправном. Да би се прецизније указала разлика између православне и католичке вере, коришћени су изрази „римска вера“ и „грчка вера“.
Дана 20. јула 1600. Јануш пише папи Клементу VIII у нади да ће добити диспензацију. У овом писму Софија се помиње као „девојка католичке вере“. Међутим, мало је вероватно да је Јануш Радзивил имао адекватну представу о верским уверењима принцезе Софије. Под будним старатељством Ходкевича, ретко је виђао своју невесту, посебно сам. Осим тога, апсурдно је мислити да се током младићевог удварања младој принцези разговарало о верским питањима. Пошто је принцеза Софија живела у католичкој породици, народно мишљење је, наравно, видело и њу као католкињу. Очигледно, кнез Јануш је то поделио.
Из Ватикана нема одговора на ова писма. Очигледно га није било, или писма можда никада нису ни послата. Како год било, ситуација указује да су Радзивилови променили тактику и одлучили да крену ка браку на друге начине
Верзија православне припадности Софије Слуцке своди се на следеће: Софија је крштена у детињству по источном обреду, а после смрти њеног оца одгајали су је католички Ходкевичи као католкињу. Пошто је брак са Јанушем био незаконит са становишта католичке цркве, Софија је изопштена из цркве. Нашавши се без притиска својих старатеља у свом родном граду, Софија је обновила везу са православном црквом, активно јој помагала и завештала да се сахрани у православној цркви. Од тог времена, стабилно локално предање почело је да је поштује као особу праведног живота, што је послужило као основа за касније прослављање Софије Слуцке као светице Православне Цркве.